# 沙龙 (克勒兹省)
沙龙（法語：Charron，法語發音：[ʃaʁɔ̃] ⓘ）是法国克勒兹省的一个市镇，属于欧比松区。

## 地理
沙龙（46°3'35"N, 2°33'46"E）面积30.11 平方千米，位于法国新阿基坦大区克勒兹省，该省份为法国中部省份，位于法國中央高原西北部，北起安德尔省和谢尔省，西接维埃纳省，南至科雷兹省，东临多姆山省，东北与阿列省接壤。
与沙龙接壤的市镇（或旧市镇、城区）包括：欧藏斯、栋特雷、丰塔尼耶尔、鲁尼亚、沙朗萨、谢尔河堡、皮永萨附近圣莫里斯、韦尔雅。

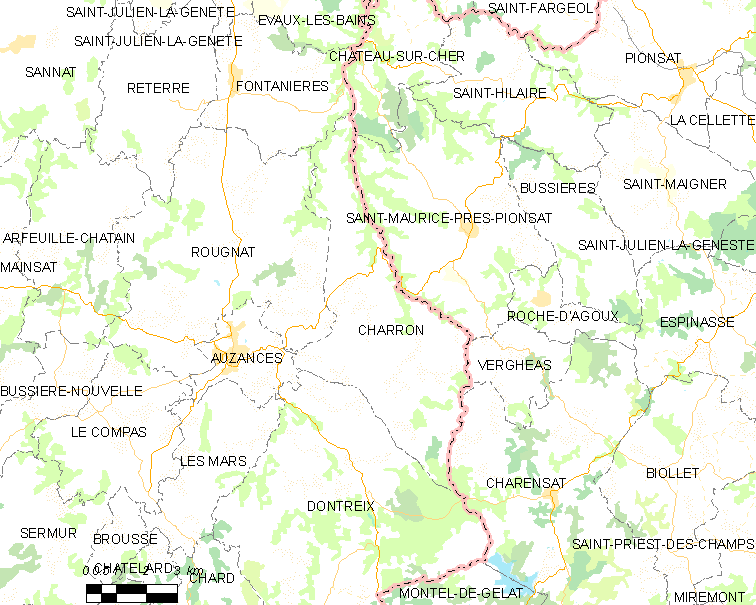
的OSM定位图

沙龙的时区为UTC+01:00、UTC+02:00（夏令时）。

## 行政
沙龙的邮政编码为23700，INSEE市镇编码为23054。

## 政治
沙龙所属的省级选区为欧藏斯县。

## 人口

1962-2008年间人口变化图示

沙龙于2022年1月1日时的人口数量为194人。